# Marcabru

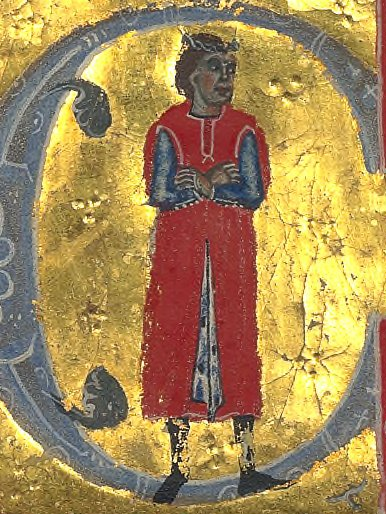
Marcabru no manuscrito 12473, fólio 102.

Marcabru foi um importante trovador occitano da Gasconha que floresceu entre 1130 e 1150. Ele disputa com Cercamon o título de primeiro trovador profissional da história.
Poeta moralista, Marcabru centrava sua obra na crítica à conduta e à imoralidade da nobreza, denunciando práticas como adultério, promiscuidade sexual, inveja, arrogância, ociosidade, gula, embriaguez e falta de consciência religiosa.
Ele teve diversos patronos pelo Midi e pela Espanha, incluindo Guilherme X, o filho do "primeiro trovador", e Afonso VIII de Castela e Leão.
Marcabru se tornou uma figura de liderança para o trovadorismo moralista, e seu estilo influenciou poetas posteriores, sendo considerado fundador da chamada Escola Marcabruniana, integrada por Peire d'Alvernhe, Gavaudan, Bernart Marti e Bernart de Venzac.
Dos seus quarenta e dois poemas sobreviventes, trinta e dois são caracterizados hoje como sirventeses.

## Vida

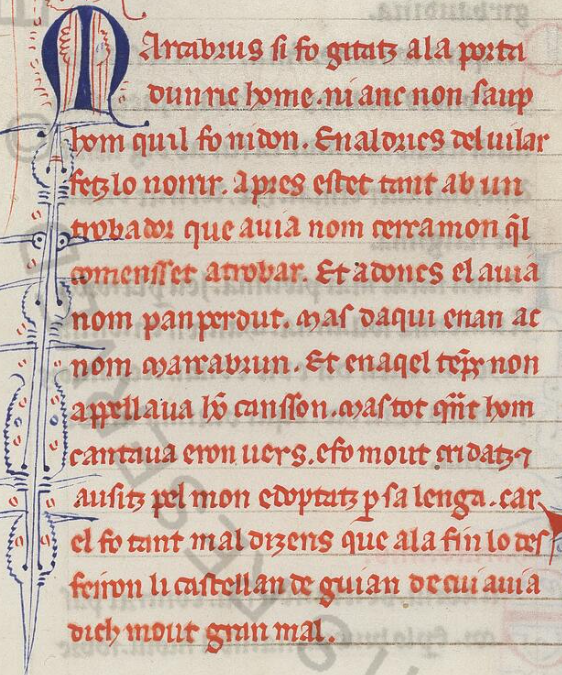
Vida de Marcabru no cancioneiro A (Vaticano, Lat. 5232, fol. 27r).

O trovador possui duas vidas, uma no manuscrito A e outra no K. A vida do último narra o nome de sua mãe e a origem gascã do poeta:
Marcabruns si fo de Gascoingna, fils d'una paubra femna que ac nom Mar-cabruna [...]

Marcabru foi de Gasconha, filho de uma pobre mulher chamada Marcabruna [...]
Marcabru realmente era da Gasconha, mas o suposto nome de sua mãe foi retirado da última estrofe do poema XVIII (Dirai vos senes duptansa).
Sua vida no manuscrito A, porém, é muito mais elaborada. Segundo a biografia, Marcabru foi abandonado ainda bebê à porta de um homem rico chamado Audric del Vilar. Adotado por Audric e posteriormente tutorado pelo trovador Cercamon, aprendeu rapidamente a versejar. Inicialmente, seu apelido era Panperdut (Pão Perdido), em referência ao seu abandono, mas depois passou a adotar o nome Marcabru. 
Tornou-se um trovador famoso e temido pela língua afiada. Foi assassinado pelos senhores da Aquitânia, dos quais havia falado mal.
Ele passou seus primeiros anos, possivelmente até 1139, na corte de Guilherme X da Aquitânia. Depois da morte de seu patrono, Marcabru vagou pelas cortes do Midi e da Espanha sem encontrar alojamento permanente. O trovador Peire d'Alvernhe, por volta de 1157, sugeriu que ele havia caído em desgraça.